# Polynôme cyclotomique

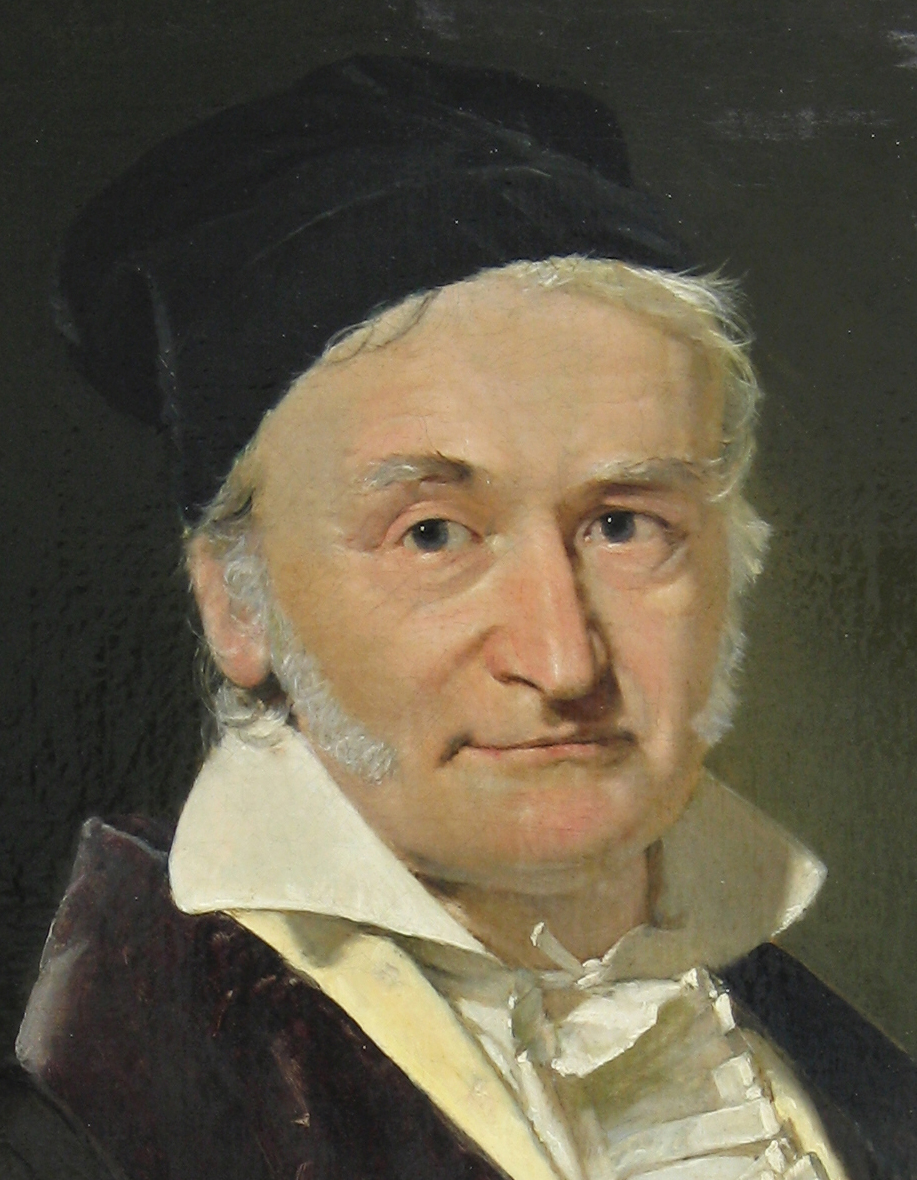
Carl Friedrich Gauss

En mathématiques, plus précisément en algèbre commutative, le polynôme cyclotomique usuel associé à un entier naturel n est le polynôme unitaire dont les racines complexes sont les racines primitives n-ièmes de l'unité. Son degré vaut φ(n), où φ désigne la fonction indicatrice d'Euler. Il est à coefficients entiers et irréductible sur ℚ. Lorsqu'on réduit ses coefficients modulo un nombre premier p ne divisant pas n, on obtient un polynôme unitaire (également appelé polynôme cyclotomique) à coefficients dans le corps fini Fp, et dont les racines sont les racines primitives n-ièmes de l'unité dans la clôture algébrique de ce corps, mais qui n'est plus nécessairement irréductible. Pour tout entier m, le polynôme Xm – 1 est le produit des polynômes cyclotomiques associés aux diviseurs de m.
L'analyse de ces polynômes permet la résolution de nombreux problèmes. Historiquement, la construction des polygones réguliers à la règle et au compas est celui qui a amené le développement du concept. Ils sont traditionnellement utilisés pour illustrer la théorie de Galois, la résolution d'équations polynomiales et la structure des extensions abéliennes.

## Histoire

### Naissance de la notion

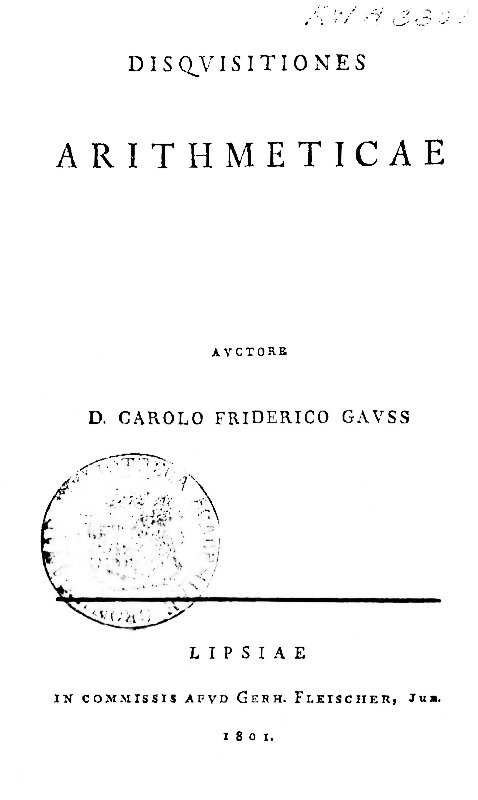
Le traité d'analyse des polynômes cyclotomiques

Carl Friedrich Gauss utilise dans ses Disquisitiones arithmeticae, parues en 1801, les polynômes cyclotomiques. Il apporte une contribution majeure à un problème ouvert depuis l'Antiquité : celui de la construction à la règle et au compas de polygones réguliers. Ces travaux servent de référence durant tout le siècle. Dans ce texte, Gauss détermine avec exactitude la liste des polygones constructibles, et donne une méthode effective pour leur construction jusqu'au polygone à 256 côtés. Ce problème de construction reçoit une réponse définitive en 1837 par Pierre-Laurent Wantzel.
Cette approche est novatrice et, à bien des égards, préfigure l'algèbre moderne :
Un polynôme n'apparaît plus comme un objet à part entière mais comme un élément d'un ensemble structuré. Si la notion d'anneau des polynômes n'est pas encore formalisée, sa structure euclidienne est découverte et représente l'outil de base de l'analyse de Gauss.
La résolution effective de l'équation cyclotomique conduit Gauss à considérer une structure finie : celle des permutations des racines. On les appelle maintenant période de Gauss. Là encore leurs propriétés algébriques permettent de trouver la solution. Cette approche préfigure l'utilisation de la théorie des groupes en algèbre et la théorie de Galois.
De nouvelles structures sont par la suite définies. La division euclidienne introduit la notion de reste et leur ensemble possède des propriétés algébriques fortes. Une telle structure est maintenant considérée comme un cas particulier de corps fini si le diviseur est un nombre premier. Gauss met en évidence de tels ensembles et utilise avant l'heure le transport de structure par morphisme entre deux anneaux pour montrer le caractère irréductible des polynômes cyclotomiques. Dans le même livre, il utilise ces mêmes structures pour résoudre un autre problème que Leonhard Euler n'était parvenu à formuler qu'à la fin de sa vie : celui de la loi de réciprocité quadratique.
Dès cette époque, de nombreuses applications sont proposées. L'utilisation de la géométrie ne se limite pas à la construction à la règle et au compas. Le polynôme cyclotomique d'indice quatre permet la construction d'un nouvel ensemble de nombres algébriques : celui des entiers de Gauss. Une branche mathématique naît : la théorie algébrique des nombres, elle simplifie la résolution d'équations diophantiennes et permet d'en résoudre de nouvelles.

### Polynôme cyclotomique et équation algébrique

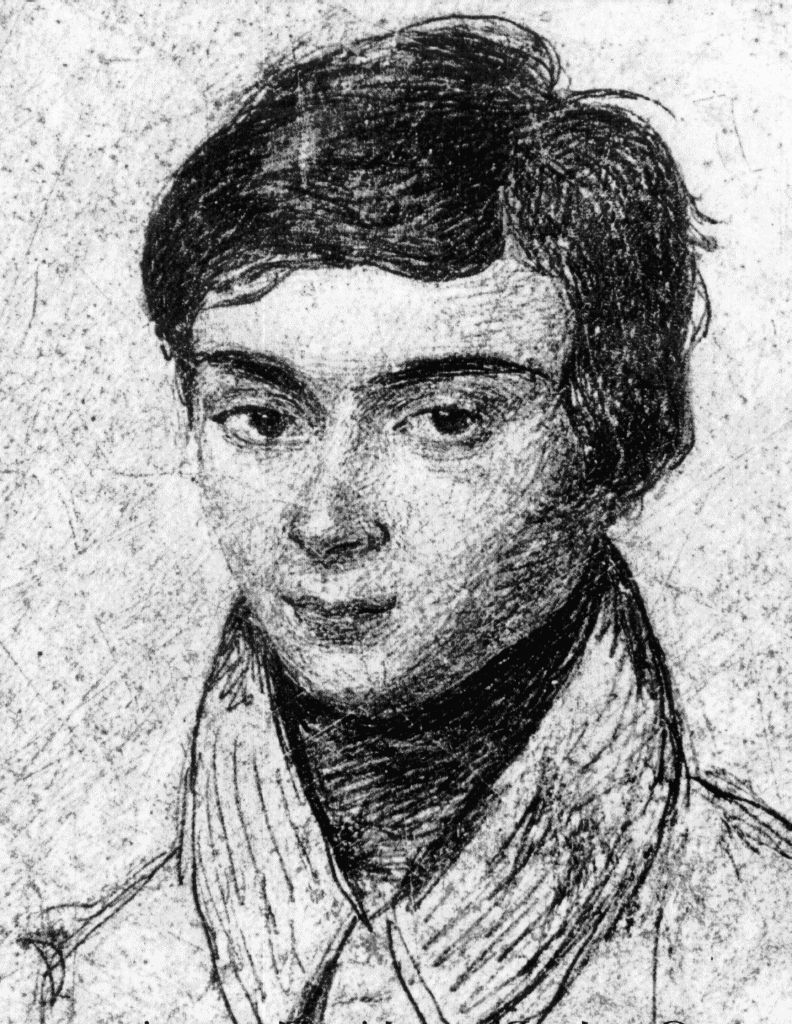
Évariste Galois

La recherche de solutions à l'équation polynomiale est un problème qui remonte aux premiers développements sur les polynômes par les mathématiciens de langue arabe. Si l'on cite généralement Al-Khwârizmî (783 - 850) comme précurseur avec la résolution de six équations canoniques puis Jérôme Cardan (1501 - 1576) pour la résolution du cas de degré trois et Ludovico Ferrari (1522 - 1565) pour le quatrième degré, le cas général est resté longtemps mystérieux.
Joseph-Louis Lagrange (1736 - 1813) comprend que la résolution de ce problème général est intimement liée aux propriétés des permutations des racines. Le cas particulier des polynômes cyclotomiques l'illustre. Le groupe des bonnes permutations, aujourd'hui appelé groupe de Galois, est non seulement commutatif mais même cyclique. Cette propriété, utilisée à travers le concept des périodes de Gauss, permet une résolution effective pour ce cas particulier.
Une analyse plus profonde par Paolo Ruffini (1765 - 1822), Niels Henrik Abel (1802 - 1829) et surtout par Évariste Galois (1811 - 1832) montre que l'aspect commutatif du groupe est en fait une condition suffisante. Pour être précis, la condition indique que le groupe doit être décomposable en une suite de groupes emboîtés commutatifs. La question naturelle qui se pose alors est de déterminer les extensions du corps des rationnels dont le groupe de Galois est commutatif. Ces extensions sont appelées extensions abéliennes. La structure de corps associée au polynôme cyclotomique, appelée extension cyclotomique, en est un exemple. Qu'elle soit unique signifie que toute équation algébrique résoluble par radicaux se ramène d'une manière ou d'une autre à un polynôme cyclotomique. La réponse est positive : toute extension abélienne du corps des rationnels est un sous-corps d'une extension cyclotomique. La démonstration de ce résultat a demandé presque un demi-siècle d'efforts. Les artisans principaux sont Leopold Kronecker (1823 - 1891) et Heinrich Weber (1842 - 1913).
Si l'analyse des extensions abéliennes finies se termine avec le XIXe siècle, elle laisse ouvert un large champ de questions, par exemple en arithmétique. Il apparaît alors nécessaire de généraliser la notion de corps cyclotomique sur les extensions infinies. Le sujet est ouvert par David Hilbert (1862 - 1943). Cet axe de recherche est appelé la théorie des corps de classes. Cette théorie est l'une des plus fructueuses au XXe siècle. On peut citer par exemple le théorème de réciprocité d'Emil Artin (1898 - 1962) qui résout le neuvième des problèmes de Hilbert ou, plus récemment, deux lauréats de la médaille Fields pour leurs travaux sur des généralisations de la théorie : Vladimir Drinfeld en 1990 et Laurent Lafforgue en 2002.

## Définition et exemples

### Définition
Soit n un entier strictement positif.
Le n-ième polynôme cyclotomique usuel, Φn, est défini par,
{\displaystyle \Phi _{n}(X)=\prod _{0\leq k<n,~k\land n=1}\left(X-\exp {\frac {2\mathrm {i} k\pi }{n}}\right)},
où k∧n = 1 signifie que k et n sont premiers entre eux.
C'est le cas particulier correspondant à un corps de caractéristique nulle de la généralisation suivante.
Soit k un corps dont la caractéristique ne divise pas n. Le n-ième polynôme cyclotomique sur k, Φn, k, est défini par
{\displaystyle \Phi _{n,k}(X)=\prod _{\zeta \in \mu _{n,k}^{*}}(X-\zeta )},
où μ*n, k désigne l'ensemble des racines primitives n-ièmes de l'unité dans un corps de décomposition de Xn – 1 sur k.
On remarque immédiatement que :
- ce polynôme est unitaire,
- ses racines sont simples,
- son degré vaut φ(n), où φ désigne la fonction indicatrice d'Euler,
- il est égal à Φn, k0 si k0 est le sous-corps premier de k.

Quelques propriétés plus secondaires découlent aussi directement de la définition :
- pour n > 1, Φn est un polynôme réciproque, c'est-à-dire que dans la suite de ses coefficients, le premier est égal au dernier, le deuxième à l'avant-dernier, etc. ;
- si p est un nombre premier ne divisant pas n alors Φpn(X) = Φn(Xp)/Φn(X) — par exemple {\displaystyle \Phi _{p}(X)={\frac {X^{p}-1}{X-1}}=X^{p-1}+X^{p-2}+\dots +X^{2}+X+1} ;
- si q est le radical de n — par exemple si n est une puissance d'un nombre premier q — alors Φn(X) = Φq(Xn/q) ;
- Φ2n(X) est égal à Φn(–X) si n est impair, et à Φn(X2) si n est pair.

Dans la suite de l'article, on démontrera les propriétés plus importantes suivantes :
- les polynômes cyclotomiques usuels Φn sont à coefficients entiers, et irréductibles sur ℚ.
- Φn, k(X) est l'image de Φn(X) par le morphisme canonique ℤ[X] → k[X] ;

La seconde propriété fait que le polynôme cyclotomique sur k, Φn, k, est souvent noté simplement Φn.
On appelle corps cyclotomique, ou extension cyclotomique de ℚ, tout corps de rupture (qui sera aussi le corps de décomposition) d'un polynôme cyclotomique usuel Φn.

### Premiers polynômes cyclotomiques
Les six premiers polynômes cyclotomiques sont :
{\displaystyle \Phi _{1}(X)=X-1\,}
{\displaystyle \Phi _{2}(X)=X+1\,}
{\displaystyle \Phi _{3}(X)=X^{2}+X+1\,}
{\displaystyle \Phi _{4}(X)=\Phi _{2}(X^{2})=X^{2}+1\,}
{\displaystyle \Phi _{5}(X)=X^{4}+X^{3}+X^{2}+X+1\,}
{\displaystyle \Phi _{6}(X)=\Phi _{3}(-X)=X^{2}-X+1.}
Migotti a démontré que si n n'a qu'un ou deux facteurs premiers impairs alors tous les coefficients de Φn sont égaux à 0, –1 ou 1. Le plus petit n ayant trois facteurs premiers impairs est n = 3 × 5 × 7 = 105 et Φ105 a deux coefficients égaux à –2 :
{\displaystyle {\begin{aligned}\Phi _{105}(X)=&\quad X^{48}+X^{47}+X^{46}-X^{43}-X^{42}-2X^{41}-X^{40}-X^{39}+X^{36}+X^{35}+X^{34}\\&+X^{33}+X^{32}+X^{31}-X^{28}-X^{26}-X^{24}-X^{22}-X^{20}+X^{17}+X^{16}+X^{15}\\&+X^{14}+X^{13}+X^{12}-X^{9}-X^{8}-2X^{7}-X^{6}-X^{5}+X^{2}+X+1~.\end{aligned}}}
Mais la réciproque est fausse : par exemple Φ651 = Φ3 × 7 × 31 n'a que des coefficients égaux à 0, –1 ou 1.
Pour tout entier naturel m, il existe un entier n tel que m ou –m soit l'un des coefficients de Φn, et le plus petit tel n est donné, en fonction de m, par la suite A013594 de l'OEIS.

## Propriétés remarquables

### Formule multiplicative et conséquences
En supposant toujours que la caractéristique de k ne divise pas n, et en groupant les n racines n-ièmes de l'unité (dans la clôture algébrique de k) suivant leurs ordres, on obtient l'équation suivante, où le produit porte sur l'ensemble des entiers positifs qui divisent n :

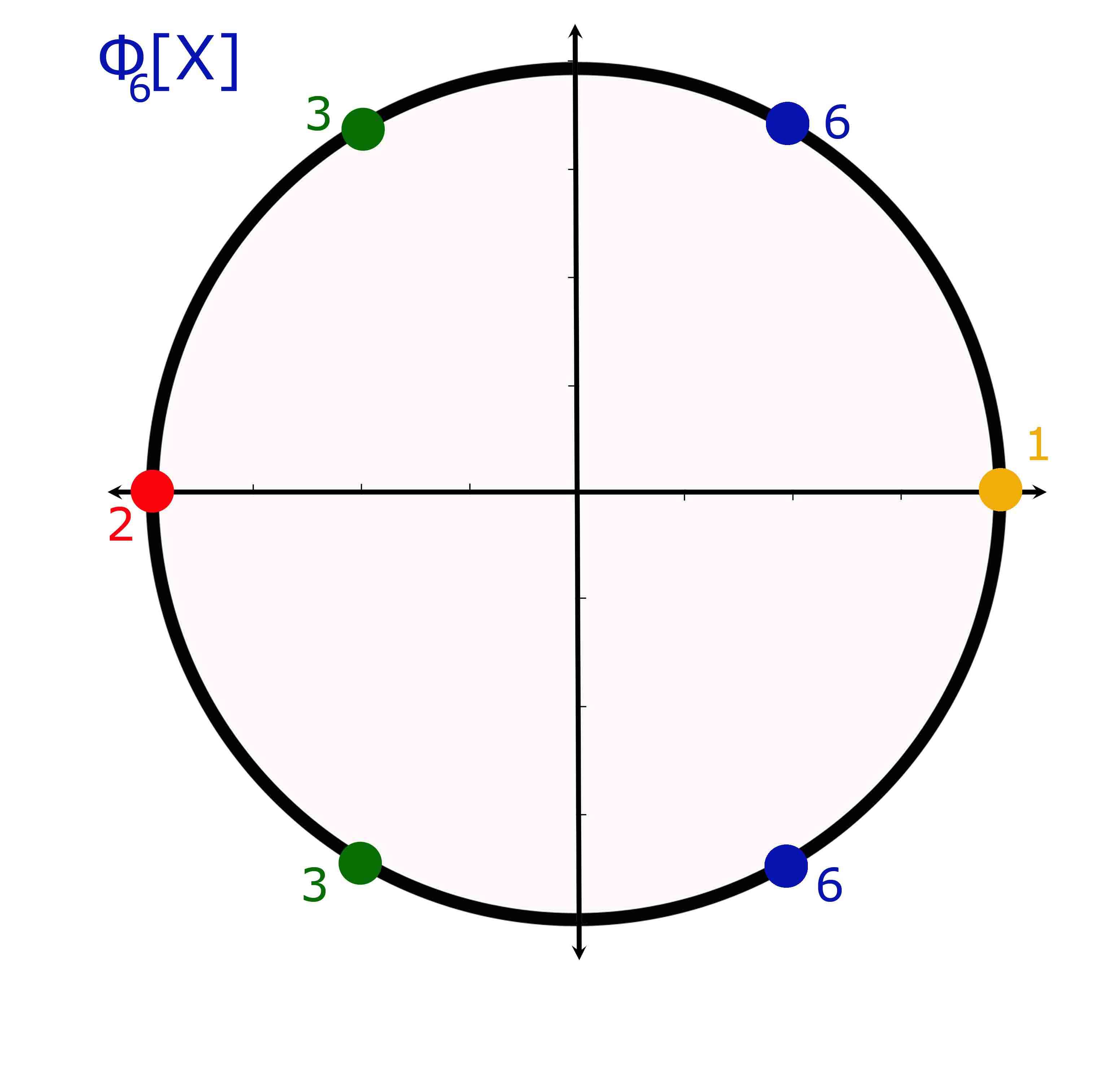
Les six racines sixièmes de l'unité

La figure de droite illustre cette décomposition. Le groupe des six racines sixièmes de l'unité est constitué d'une racine d'ordre 1, une d'ordre 2, deux d'ordre 3, et deux d'ordre 6, qui sont respectivement racines de Φ1, Φ2 (de degré 1) et Φ3, Φ6 (de degré 2).
Remarque 1 : l'identité sur les degrés dans (1) fournit immédiatement :
où {\displaystyle \varphi } est la fonction indicatrice d'Euler. Cette identité peut aussi s'obtenir par un dénombrement direct des éléments d'un groupe cyclique d'ordre n.
Remarque 2 : l'égalité (1) fournit également, par la formule d'inversion de Möbius, une expression des polynômes cyclotomiques usuels, à l'aide de la fonction de Möbius μ :
Remarque 3 : on déduit de (2) que Φn(x) > 0 pour tout réel x > 1, et que si n est premier, alors :
Mais l'égalité (1) permet surtout de démontrer, par récurrence bien fondée sur n, que les Φn, k sont à coefficients dans le sous-anneau A de k engendré par 1 (c.-à-d. à coefficients entiers si k est de caractéristique nulle, et à coefficients dans Fp si k est de caractéristique p). En effet, si les Φd, k(X) appartiennent à A[X] pour tous les diviseurs stricts d de n alors
{\displaystyle \Phi _{n,k}(X)={\frac {X^{n}-1}{\displaystyle {\prod _{d|n,~d\neq n}\Phi _{d,k}(X)}}}\in A[X],}
puisque le dénominateur est un polynôme unitaire.
Le résultat principal est donc :
- Les polynômes cyclotomiques usuels sont à coefficients entiers.

Alternativement, il peut se déduire de l'égalité (2). Le résultat pour les polynômes cyclotomiques « généralisés » a été démontré par la même occasion, mais s'en déduit aussi par la propriété suivante, qui se démontre selon le même schéma de récurrence :
- Les polynômes cyclotomiques sur k sont les images des polynômes cyclotomiques usuels par le morphisme canonique ℤ[X] → k[X].

Ceci permet d'étendre l'égalité (2) aux polynômes cyclotomiques sur k.

### Cas du corps des nombres rationnels
- Tout polynôme cyclotomique usuel est irréductible sur ℚ.

Autrement dit : si ζ est une racine primitive n-ième de 1 dans ℂ, le degré [ℚ(ζ):ℚ] de l'extension ℚ(ζ)/ℚ est exactement φ(n).
Ces polynômes étant unitaires et à coefficients entiers, ils sont donc également irréductibles sur ℤ. L'anneau des entiers de ℚ(ζ) est égal à ℤ[ζ].
C'est cet anneau, en général non principal, qui est associé à de nombreux problèmes de théorie des nombres, comme les versions historiques du théorème de Fermat (voir le § Extension cyclotomique et son article détaillé).

### Cas de la caractéristique non nulle
En caractéristique p (un nombre premier), les polynômes cyclotomiques ne sont pas nécessairement irréductibles sur le sous-corps premier Fp. Par exemple :
{\displaystyle \Phi _{7,F_{2}}(X)=(X^{3}+X^{2}+1)(X^{3}+X+1)~.}
D'autres exemples sont donnés dans le paragraphe Polynôme irréductible de l'article sur les corps finis.
Nous allons préciser le nombre et le degré des facteurs irréductibles de Φn, Fp.
Soient P un facteur irréductible de Φn, Fp et d son degré. L'extension Fp[X]/(P(X)) est un corps de cardinal q = pd, donc est isomorphe au corps fini Fq. Or tout corps fini de caractéristique p est de cardinal une puissance q' de p, et est le corps de décomposition du polynôme Xq' – 1 – 1. Par conséquent, Fq étant la plus petite extension de corps de Fp contenant une racine primitive n-ième de l'unité, d est le plus petit entier tel que n divise pd – 1. On retrouve ainsi — cf. théorème d'Euler — que cet entier d divise φ(n), mais surtout, on vient de montrer que :
- En notant d l'ordre multiplicatif de p modulo n, Φn, Fp est le produit de φ(n)/d facteurs irréductibles de degré d.

En particulier, Φn, Fp est irréductible si et seulement si p engendre le groupe des unités de l'anneau ℤ/nℤ. Une condition nécessaire (mais pas suffisante) pour cela est donc que ce groupe soit cyclique, c'est-à-dire que n = 4, ou une puissance d'un premier impair, ou le double d'une telle puissance. Par exemple pour n = 8, ce groupe n'est pas cyclique, donc Φ8 est réductible sur tous les Fp. À l'inverse, lorsque ce groupe est cyclique, il existe (d'après le théorème de la progression arithmétique) une infinité de nombres premiers p pour lesquels Φn, Fp est irréductible (ce qui, pour ces n, fournit autant de preuves alternatives de l'irréductibilité sur ℤ du polynôme cyclotomique usuel Φn).

## Extension cyclotomique
Une extension cyclotomique (sur ℚ) est par définition un corps de rupture d'un polynôme cyclotomique usuel Φn, c’est-à-dire le plus petit corps contenant une racine primitive n-ième de l'unité. C'est une extension de Galois abélienne. D'après le théorème de Gauss-Wantzel, elle se décompose en une tour d'extensions quadratiques si et seulement si n est le produit d'une puissance de 2 par un nombre fini de nombres premiers de Fermat distincts. Or d'après le théorème de Wantzel, cette propriété de réductibilité à une succession d'extensions quadratiques équivaut à la constructibilité d'une racine primitive n-ième de l'unité, c'est-à-dire à la possibilité d'une construction à la règle et au compas du polygone régulier à n sommets.

## Théorème de Wedderburn

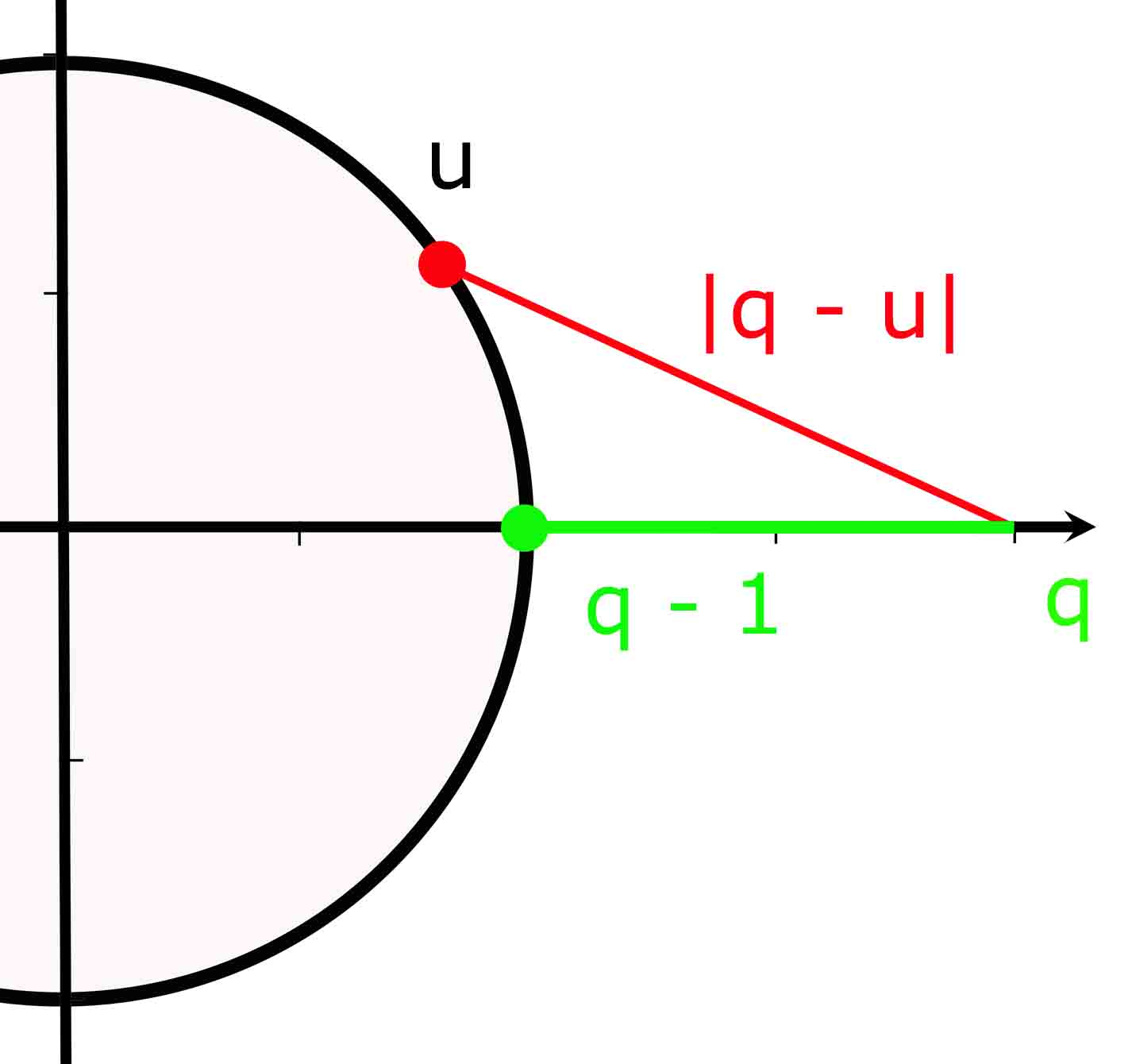

Le théorème de Wedderburn affirme que tout corps fini K est nécessairement commutatif. La démonstration de Ernst Witt est relativement curieuse. Tout d'abord le polynôme cyclotomique utilisé est celui de la caractéristique zéro et non celui du corps. Ensuite, son rôle est celui d'un dénombrement. Les cardinaux des classes par l'action par conjugaison sont sommés pour obtenir le cardinal du groupe multiplicatif du corps. Cette égalité s'exprime par une équation de la forme q – 1 = Φd(q) Q(q), où q est le cardinal (au moins égal à 2) du centre du corps K, le cardinal de K étant qd ; Q(X) est un polynôme à coefficients entiers, ce qui implique que Q(q) est une valeur entière, si bien que
La fin de la démonstration quitte le dénombrement pour devenir géométrique. Pour tout n > 1, toute racine primitive n-ième de l'unité u vérifie la minoration  |q – u| > q – 1 (illustrée par la figure de droite), qui permet de prouver que
On en déduit d = 1, si bien que K coïncide avec son centre.